# West-Afrikaanse lamantijn
De West-Afrikaanse lamantijn (Trichechus senegalensis) is een lamantijn (geslacht Trichechus) en daarmee lid van de aquatische zoogdierenorde Sirenia, de zeekoeien. De wetenschappelijke naam van de soort werd voor het eerst geldig gepubliceerd door Johann Heinrich Friedrich Link in 1795. Het is minst bestudeerde van de zeekoeien.

## Anatomie
Net als de andere lamantijnen is de West-Afrikaanse lamantijn geheel op het leven onder water aangepast. Het dier heeft geen achterste ledematen en een dunne vacht over het gehele lichaam. De dieren worden 4,5 meter lang en wegen dan zo'n 360 kg. De tot staart vergroeide achterpoten dienen voor de voortstuwing.

## Leefgebied
De West-Afrikaanse lamantijn kan gevonden worden in de kustgebieden van West-Afrika van Angola in het zuiden tot Mauritanië in het noorden. Behalve in de oceaan zijn ze soms ook in rivieren en meren verder in het binnenland te vinden, zo komen ze voor in de binnenstaten Tsjaad, Mali, Niger.

## Relatie tot de mens
Door bejaging voor vlees, vet, huid en botten is de West-Afrikaanse lamantijn in aantallen afgenomen en de soort wordt tegenwoordig als kwetsbaar aangemerkt.
Doejong (Dugong dugon) · †Stellerzeekoe (Hydrodamalis gigas) · Amazonelamantijn (Trichechus inunguis) · Caribische lamantijn (Trichechus  manatus) · West-Afrikaanse lamantijn (Trichechus senegalensis)